# Matěj Chalupa
Matěj Chalupa (* 26. července 1998 Praha) je český lední hokejista hrající na pozici útočníka, a to ať středního, tak alternativně rovněž levé křídlo.

## Život
S hokejem začínal ve svém rodném městě, v celku letňanských Letců. V sezóně 2011/2012 patřil do výběru šestnáctiletých v Roudnici nad Labem. Poslední ročník za Letňany odehrál za tamní výběr do osmnácti let v sezóně 2014/2015. Po něm přestoupil na západ Čech, do Plzně. V jejím dresu postupně nastupoval za výběry do osmnácti i dvaceti let, až se během ročníku 2016/2017 objevil i v soutěžním zápase za její mužský výběr. V téže sezóně navíc ještě hostoval mezi muži Klatov. Ročník 2017/2018 hrál jak za plzeňský výběr do dvaceti let, tak za jeho muže a rovněž na hostováních, a sice v Litoměřicích, Ústí nad Labem a Klatovech. Pak ale změnil své působiště a pro sezóny 2018/2019 a 2019/2020 se stal kmenovým hráčem královéhradeckého klubu, přičemž během druhé sezóny navíc na jedno utkání vypomohl Trhačům Kadaň.
Po úspěšné sezóně podepsal smlouvu s Chicagem Blackhawks hrající National Hockey League (NHL) a na ročník 2020/2021 odešel do zahraničí, a to do severní Ameriky. Nastupoval však nakonec za Rockford IceHogs, který hraje American Hockey League (AHL). V šesti zápasech ale ještě formou hostování vypomohl Hradci Králové. Po roce v zahraničí se vrátil zpět do své vlasti a stal se hráčem Litvínova. První ročník (2021/2022) za něj odehrál celý, ale následující (2022/2023) nastupoval na hostování i za Karlovy Vary a za pražskou Slavii.